# Juniperus californica
Juniperus californica is een conifeer uit de cipresfamilie.
Deze jeneverbes vormt een struik of kleine boom van maximaal 10 meter groot. De bast is asgrijs en dun en lijkt versnipperd. Het loof is blauwgrijs. De naalden staan kruiswijs tegenoverstaand in paren of kransgewijs per drie. Volwassen naalden zijn 1 tot 5 mm lang, terwijl de naalden van zaailingen 5 à 10 mm lang zijn. De kegels lijken op blauwbruine tot roodbruine bessen met een diameter van 7 à 13 mm. De soort is nauw verwant met Juniperus osteosperma.
J. californica is inheems in het zuidwesten van Noord-Amerika en groeit met name in de Amerikaanse staat Californië, de Mexicaanse staat Baja California en kleine delen van Nevada en Arizona.

## Gebruik
Inheemse volkeren gebruikten de plant als voedingsbron. Onder andere de Cahuilla-, Kumeyaay- en Ohlone-indianen verzamelden de bessen en aten ze rauw of in bakmeel.
J. californica wordt gecultiveerd als tuinplant. De soort is eveneens populair om bonsai mee te maken.
... · 
J. brevifolia · 
J. californica · 
J. cedrus · 
J. chinensis (Chinese jeneverbes) · 
J. communis (jeneverbes) · 
J. excelsa (Griekse jeneverbes) · 
J. oxycedrus (stekelige jeneverbes) · 
J. phoenicea · 
J. recurva · 
J. rigida (heilige jeneverbes) · 
J. turbinata · 
...